# قبار بكويرتي
قبار بكويرتي (الاسم العلمي:Capparis bequaertii) هو نوع من النباتات يتبع جنس القبار من الفصيلة القبارية.